# Batalla de la Vía Flaminia
La batalla de la Vía Flaminia fue un suceso bélico ocurrido en los primeros meses del año 409. Se enmarca dentro de la segunda invasión de Italia llevada a cabo por Alarico y los visigodos.
No se conoce con exactitud donde sucedió. aunque se sabe que fue dentro de alguna ruta principal que uniese la costa adriática con Roma. De esta manera, se puede estimar que tuvo lugar en algún punto de la Vía Flaminia.
En el año 408 Alarico invadió Italia y para noviembre había conseguido poner a Roma bajo sitio. El cerco solo se levantó tras el pago de una cantidad importante de dinero y el compromiso de sellar una alianza con los visigodos que les permitiese establecerse dentro del Imperio. Sin embargo, el gobierno de Rávena se negó a cumplir esta última condición e intentó organizar alguna respuesta militar aunque sin debilitar el escaso ejército italiano que necesitaba para protegerse del usurpador Constantino de Britania. Para ello, a inicios del 409, dispuso que seis legiones situadas en Dalmacia (unos 6000 hombres) se trasladasen a Italia comandadas por Valente.
Ya en la península, se les ordenó que se dirigiesen a Roma y se introdujesen en ella como guarnición militar aprovechando que los visigodos se habían retirado a Eutria. Valente cometió el error de conducir a sus tropas directamente por una vía principal en lugar de usar caminos secundarios.  Probablemente tomó la Vía Flaminia al igual que habían hecho los visigodos el año anterior. Esta calzada atravesaba los Apeninos discurriendo por valles y desfiladeros. Igualmente, pasaba cerca del límite de Etruria por lo que no tuvo que ser difícil para los visigodos tener conocimiento de la llegada del ejército romano. Prepararon una emboscada en algún sitio propicio y esperaron a que llegasen. Valente y sus tropas fueron completamente sorprendidos y prácticamente todo el ejército cayó muerto o prisionero. Solo pudieron escapar el propio Valente y unos 100 soldados que consiguieron finalmente refugiarse en Roma.
Fue el mayor desastre militar para los romanos durante toda esa guerra con los visigodos. Desde entonces, evitaron usar sus tropas para enfrentamientos en campo abierto contra ellos y se limitaron a defenderse en ciudades amuralladas.